# Battleground (album)
Battleground è il secondo album della boy band The Wanted, pubblicato il 4 novembre 2011 dalla Island Records.

## Tracce
1. Glad You Came – 3:18
2. Lightning – 3:26
3. Warzone – 3:38
4. Invincible – 3:09
5. Last to Know – 3:34
6. I'll Be Your Strength – 3:25
7. Rocket – 3:15
8. I Want It All – 3:21
9. The Weekend – 3:08
10. Lie To Me – 3:44
11. Gold Forever – 3:58

Deluxe Edition Bonus Tracks
1. Dagger - 3:49
2. Rock Your Body - 3:54
3. Turn It Off - 3:33
4. Where I Belong - 4:07

## Classifiche
| Classifica (2011) | Posizione più alta |
| ----------------- | ------------------ |
| Irlanda           | 4                  |
| Spagna            | 56                 |
| Regno Unito       | 5                  |